# Bambusa polymorpha
Bambusa polymorpha är en gräsart som beskrevs av William Munro. Bambusa polymorpha ingår i släktet Bambusa och familjen gräs.
Artens utbredningsområde är Burma. Inga underarter finns listade i Catalogue of Life.